# Jane Ellen Harrison
Jane Ellen Harrison (Cottingham, 9 de setembre de 1850-Bloomsbury, 15 d'abril de 1928) va ser una acadèmica britànica, lingüista i feminista. Va fundar, juntament amb Karl Kerenyi i Walter Burkert els estudis moderns de la mitologia i la religió de l'antiga Grècia. Va aplicar als descobriments arqueològics del segle xix una metodologia i una interpretació de la mitologia de l'antiga Grècia que han esdevingut estàndards. La investigadora clàssica Mary Beard, biògrafa de Harrison, l'ha descrita com "en certa manera... la primera dona professional britànica en la carrera acadèmica".

## Biografia
Harrison va néixer a Cottingham, Yorkshire, el 9 de setembre de 1850. La seva mare va morir poc després i va ser educada per un seguit d'institutrius que li van ensenyar alemany, llatí, grec i hebreu, però més tard van ampliar el seu coneixement de llengües fins a prop de setze idiomes, inclòs el rus. Harrison va començar estudis formals al Cheltenham Ladies College, on va obtenir un certificat d'educació superior. El 1874, va continuar els seus estudis clàssics al Newnham College, universitat progresista de recent creació per a dones, depenent de la Universitat de Cambridge, on va passar la major part de la seva vida professional. A Newnham, una de les alumnes va ser Eugénie Sellers, escriptora i poeta, amb qui va viure a Anglaterra i més tard a París i, possiblement, fins i tot va tenir-hi una relació a finals dels 1880.
Entre 1880 i 1897 Harrison va estudiar art grec i arqueologia al Museu Britànic amb l'arqueòleg britànic Charles Newton; després es va mantenir econòmicament donant conferències al museu i en escoles (majoritàriament escoles privades per a nois). El seu treball precoç li va permetre obtenir dos doctorats honoraris, un doctorat en Lleis (LLD) per la Universitat d'Aberdeen el 1895 i un doctorat en Lletres (DLitt) per la Universitat de Durham el 1897. Les seves conferències es van fer molt populars i 1.600 persones van acabar assistint a la seva conferència de Glasgow sobre les làpides d'Atenes. Va viatjar a Itàlia i Alemanya, on es va reunir amb l'acadèmic de Praga Wilhelm Klein, que li va presentar Wilhelm Dörpfeld, el qual la va convidar a participar en els seus recorreguts arqueològics a Grècia.
Aquest reconeixement li va valdre a Harrison l'oportunitat de tornar al Newnham College com a professora el 1898; la seva posició es va renovar contínuament fins que es va jubilar el 1922.
El seu primer llibre, Myths of the Odyssey in Art and Literature, va aparèixer el 1882. El 1888 Harrison va començar a publicar a la revista que Oscar Wilde estava editant anomenada Woman's World, a la secció "The Pictures of Sappho". Harrison també va acabar la traducció de Mythologie figurée de la Grece (1883), de Maxime Collignon, que es va traduir com a Manual of Mythology in Relation to Greek Art, així com una extensa introducció a la traducció feta per la seva amiga Margaret Verrall del Llibre I de Pausànias, Attica, que es va publicar amb Mythology and Monuments of Ancient Greece aquell mateix any. Per aquestes dues obres rellevants se la va escollir membre del Deutsche Archäologische Institut (German Archaeological Institute) i se li van concedir títols honoraris a les universitats de Durham (1897) i Aberdeen (1895). Es va convertir en la figura central del grup conegut com Els ritualistes de Cambridge, i el 1908 es va publicar el seu llibre Prolegomena on the Study of Greek Religion.
La Primera Guerra Mundial va marcar una ruptura profunda en la vida de Harrison: després de la guerra ja mai més va tornar a visitar Itàlia o Grècia i es va dedicar a escriure principalment revisions o resums de publicacions anteriors; les seves inclinacions pacifistes l'aïllaven. En retirar-se (el 1922), Harrison va viure breument a París, però va tornar a Londres quan la seva salut va començar a fallar.
Va tenir una relació molt propera amb l'escriptora Hope Mirrlees, de qui va ser tutora i a la qual es refereix com la seva "filla espiritual". En jubilar-se el 1922 va deixar el Newnham College i es va traslladar a París, on hi va viure amb Mirrlees. El 1925, quan la seva salut flaquejava, van tornar a Londres, on va tenir l'oportunitat de publicar les seves memòries en l'editorial de Leonard i Virginia Woolf, la Hogarth Press. Va morir tres anys més tard, el 15 d'abril de 1928 a la seva casa de Bloomsbury. Està enterrada al cementiri St. Marylebone a East Finchley, al nord de Londres. Harrison era atea.

### Sufragista
Harrison era, almenys ideològicament, una sufragista moderada de principis del moviment feminista. En lloc de donar suport al sufragi femení protestant, Harrison va fer servir la seva beca en antropologia per defensar el dret al vot femení. En resposta a una crítica antisufragista, Harrison mostra la seva ideologia moderada:
| « | "[The Women's Movement] is not an attempt to arrogate man's prerogative of manhood; it is not even an attempt to assert and emphasize women's privilege of womanhood; it is simply the demand that in the life of woman, as in the life of man, space and liberty shall be found for a thing bigger than either manhood or womanhood – for humanity." | » |

Amb aquesta finalitat, el lema de Harrison era l'"homo sum" de Terenci: humani nihil mihi alienum est ("Sóc un ésser humà; res del que és humà m'és alié").

## Llegat
L'acadèmica i crítica social Camille Paglia ha escrit sobre la influència de Harrison en el seu propi treball. Paglia argumenta que la carrera de Harrison ha estat ignorada per les feministes de la segona onada que van esborrar les carreres de la pre-Segona Guerra Mundial de prominents estudioses per reforçar les seves pretensions de dominació masculina en el món acadèmic.